# Athertonia diversifolia
Genre
Espèce
Classification phylogénétique
Athertonia diversifolia communément connu sous le nom d’Atherton Oak en anglais (soit Chêne d’Atherton), est une espèce de plantes à fleurs de la famille des Proteaceae. C'est un arbres de taille petite à moyenne rencontré dans les forêts tropicales humides du nord du Queensland, en Australie. Il est endémique au plateau d'Atherton où il est répandu. Parent du Macadamia, il peut être utilisé comme arbre d'ornement et donne une noix comestible. L'espèce est monotypique dans son genre.

## Description
Athertonia diversifolia est un arbre de 8 à 30 m de hauteur. Le tronc peut être arc-bouté et atteint un diamètre de 30 cm. Les jeunes feuilles sont de forme oblongue, simples, avec des bords finement dentés, mais sont remplacés par de grandes feuilles intermédiaires lobées qui atteignent 60 cm de longueur. Les feuilles adultes sont de forme variable, lobées ou entières, de 12 à 20 cm de long et 5 à 9 cm de large. Les jeunes branches et les nouvelles pousses sont couvertes de fins poils roux. 
Les fleurs, qui apparaissent de mars à juin, sont de couleur crème et brune et forment de longues grappes de 15 à 34 cm de long. Le fruit en forme de lentille fait 3,6 à 4,1 cm de long sur 3,3 à 3,8 cm de large et 1,9 à 2,6 cm d'épaisseur. De couleur bleu foncé, il contient une noix à enveloppe ligneuse avec une graine comestible et croquante qui mûrit au printemps,.

## Distribution et habitat
Athertonia diversifolia se trouve dans le nord du Queensland depuis Cape Tribulation jusqu'à Mt Bartle Frere. Son habitat est la forêt tropicale, généralement de 700 à 1150 mètres d'altitude mais on le trouve à 400 m à Alexandra Creek. Une grande partie de son ancien habitat a été détruit. Il pousse sur des sols profonds de limons volcaniques.  

## Taxonomie
Athertonia diversifolia a été décrit par Cyril Tenison White, botaniste du gouvernement du Queensland, en 1918, qui lui donna le nom spécifique dérivé du latin di-«différent» et folium "feuilles", du fait que des feuilles de formes différentes peuvent être trouvées sur le même arbre. Il la plaça dans le genre Helicia. Le botaniste néerlandais Hermann Sleumer le plaça dans le genre Hicksbeachia en 1955, où il est resté jusqu'à ce que Johnson et Briggs le placent dans son propre genre, bien qu'ils reconnaissent qu'il soit apparenté aux genres précédents. 

## Usages
Athertonia diversifolia est cultivé en quantité limitée pour ses noix comestibles, mais fait un bel arbre dans les grands parcs et dispose d'un potentiel comme plante d'intérieur pour son feuillage, ou comme feuillage des plantes dans l'industrie des fleurs coupées. L'espèce est facilement multipliée par graines.  
Athertonia diversifolia était l'emblème floral de l'ancien Comté d'Atherton dans le nord du Queensland.

## Source
- (en) Cet article est partiellement ou en totalité issu de l’article de Wikipédia en anglais intitulé « Athertonia diversifolia » (voir la liste des auteurs).